# Regelbau 634

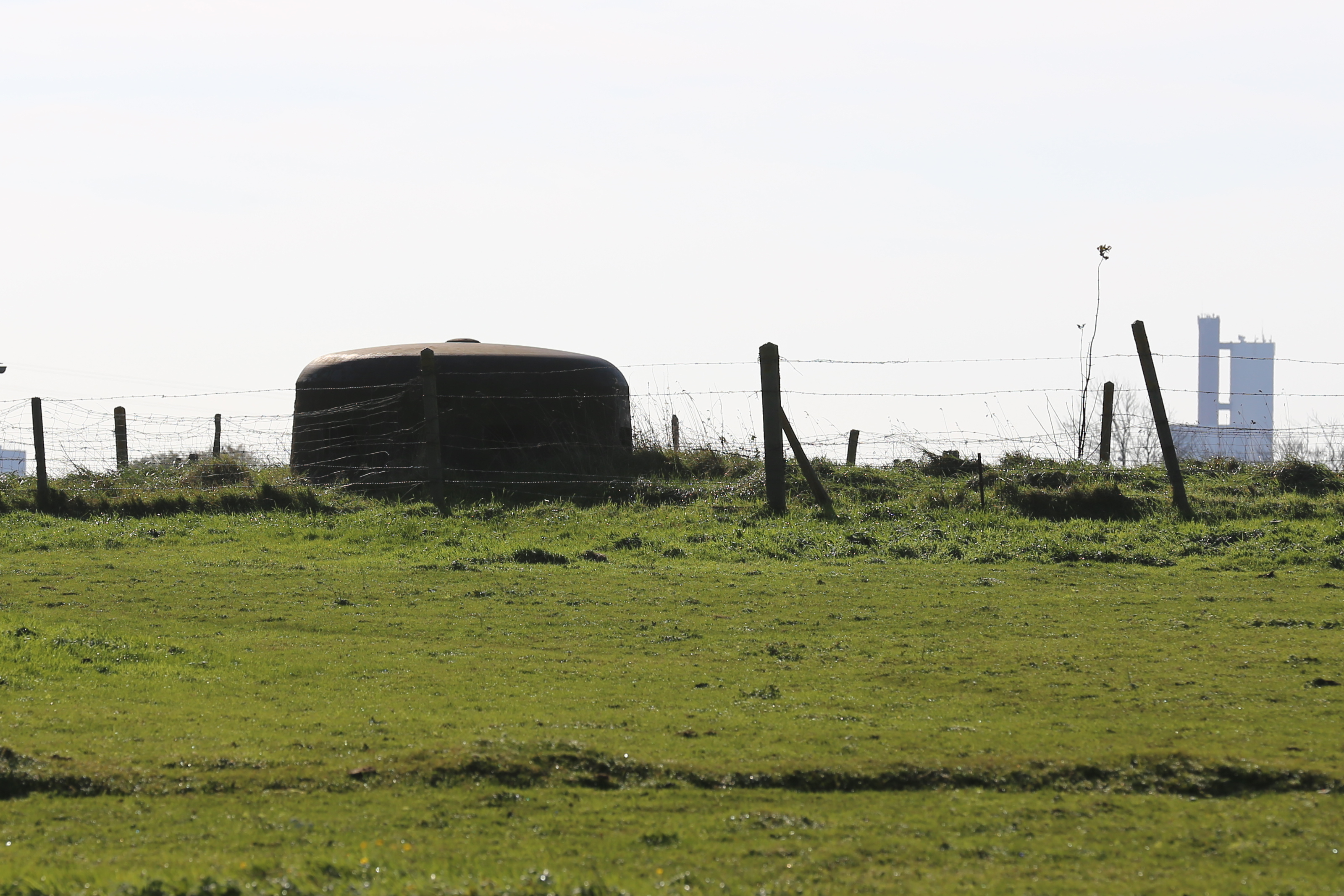
Regelbau 634 à Octeville-sur-Mer.

La casemate de type 634 est une casemate répondant au standard regelbau. Sa mission est de servir d'abri pour mitrailleuse.

## Construction
Le plan a été arrêté fin 1942.
Sa construction nécessitait le déblaiement d'environ 1300 m³ de matériau la coulée de 630 m³ de béton.

## Architecture
La casemate fait 10,70 m de long pour 11.4 de large et 5.10 de haut. Elle est composée de :
- une salle de ventilation pour le système de ventilation ;
- une caponnière pour protéger l'entrée ;
- une pièce pour loger les soldats ;
- un sas anti-gaz ;
- un couloir avec une mitrailleuse pour repousser une attaque de l'extérieur ;
- un tobrouk ;
- une issue de secours ;
- une coupole blindée avec 6 créneaux[2].

## Exemplaires
Environ 100 exemplaires de ces casemates ont été construites. 18 se trouvent au Danemark.
Un exemplaire présent sur l'île de Jersey a été restauré. Un autre exemplaire se trouve sur la presqu'île du Crozon et un troisième dans la commune d'Octeville-sur-Mer.